# Oswaldo Aranha Bandeira de Mello
Oswaldo Aranha Bandeira de Mello (São Paulo, 10 de abril de 1908 – São Paulo, 18 de maio de 1980) foi um advogado, promotor público, magistrado, jurista e professor universitário brasileiro.
Formou-se em 1930 pela Faculdade de Direito da Universidade de São Paulo. Já em 1931, começou a carreira como promotor público em Pirassununga, município próximo à cidade de Ribeirão Preto, a 270 km da capital de São Paulo.
Entre 1938 e 1956, dirigiu o Departamento Jurídico da Prefeitura de São Paulo, tendo sido o maior incentivador da biblioteca, com a aquisição de 2.733 volumes entre 1938 e 1940.
Foi Secretário dos Negócios Internos e Jurídicos de São Paulo, entre 1946 e 1947, na gestão do prefeito Abrahão Ribeiro.
Escreveu diversos livros na área jurídica, como "Princípios Gerais do Direito Administrativo", e "Conceito de Direito Administrativo".
Em 1963, tornou-se o primeiro reitor leigo da Pontifícia Universidade Católica de São Paulo (PUC-SP) entre os anos de 1963 e 1972, ou seja, foi a primeira pessoa desvinculada da Igreja Católica a assumir a reitoria. Homenageado com o Edifício Reitor Bandeira de Mello, onde funcionam a Faculdade Paulista de Direito e a Faculdade de Economia, Administração, Contabilidade e Atuária - FEA, da PUC.
Foi nomeado pelo quinto constitucional, em vaga destinada a advogado, para o cargo de desembargador do Tribunal de Justiça do Estado de São Paulo, exercendo-o entre 1956 e 1969.
Filho de Thorenne de Queiroz Aranha e de Everaldo de Toledo Bandeira de Mello, advogado, e neto do conselheiro João Capistrano Bandeira de Mello, nascido em Sobral, que foi presidente das províncias de Alagoas, Paraíba e Minas Gerais. Sendo pelo lado  materno, descendente de Maria Luzia de Souza Aranha, elevada a Baronesa de Campinas depois de viúva, por decreto imperial de 9 de janeiro de 1875, e a Viscondessa de Campinas por decreto imperial de 19 de julho de 1879, ambos de D. Pedro II do Brasil, assim como de José de Aguiar Toledo, Barão de Bela Vista e Maria Guilhermina Pacheco, Baronesa consorte de Bela Vista, por decreto de 22 de abril de 1854, elevados a Visconde de Aguiar Toledo, e Viscondessa consorte de Aguiar Toledo por decreto de 21 de julho de 1877, (D. Pedro II) (Arquivo Nobiliárquico Brasileiro, do Barão de Vasconcelos). Foi seu irmão, o doutor José Egídio Aranha Bandeira de Mello.
Foi casado com Dulce Amaral de Oliveira Bandeira de Mello, com geração, tendo três de seus filhos seguido a carreira jurídica, Oswaldo Aranha Bandeira de Mello Filho, José Eduardo Bandeira de Mello e do Professor de Direito Administrativo Celso Antônio Bandeira de Mello, Professor Emérito da Faculdade Paulista de Direito da Pontifícia Universidade Católica de São Paulo (PUC-SP desde 1974) e criou o departamento jurídico do laboratório Lilly, presidiu o Sintofarma e  assumiu a presidência da Abifarma, onde permaneceu até outubro de 2001.
Morreu em decorrência de um AVC, em São Paulo, em 18 de maio de 1980.